# Blind Man's Bluff
Blind Man's Bluff é um filme de drama produzido no Reino Unido e lançado em 1936.